# Nick Spano
Nick Fortunato Spano né le 16 mars 1976 à Los Angeles en Californie) est un entraîneur américain et ancien acteur. Spano est surtout connu pour son rôle de Donnie Stevens dans la série originale de Disney Channel La Guerre des Stevens et dans le film original de Disney Channel,  La Guerre des Stevens le film.
Ses autres crédits à la télévision incluent Sept à la maison, Alias, Over There, Cold Case, La Vie avant tout, Eve, Monk, Moesha, The Wayans Bros., Angel, Beyond the Break et NCIS, ainsi que la co-animation du jeu télévisé Peer Pressure. avec Valarie Rae Miller.
Il a fréquenté le Don Bosco Technical Institute à Rosemead, en Californie, où il a étudié la technologie de la construction. Il est actuellement professeur suppléant pour l'agence de théâtre John Robert Powers.

## Filmographie
- 1994 - Tangents ....Gen Corp. Guard
- 1995–1998 - Saved by the Bell: The New Class : Peter / Travis Wilson ("Dates du bal", "Jeux de réflexion")
- 1996 - Sister, Sister : Matthew ("Big Twin sur le campus")
- 1996 - Sept à la maison : Blake ("samedi")
- 1997 - The Journey: Absolution : Quintana
- 1997 - Dangerous Minds' ... Joueur de football ("Une lumière différente")
- 1997 - Burning Zone : Menace imminente ... Bobby ("Élégie pour un rêve")
- 1997 - Step by Step .... Gary ("Le jeu des baisers")
- 1997 - Defying Gravity : Bozzy
- 1997 - Bartender : Waiter
- 1997–2000 - Moesha : Hakeem's Friend / Noel ("Keepin 'It Real", "The Matchmaker")
- 1998 - Gia : Le frère de Gia, Michael
- 1998 - Melrose Place : Chris ("Un match Made in Hell")
- 1998 - The Wayans Bros. : Rico Da Vinci ("La grande vie")
- 1999 - Body Shots : Jeff le portier
- 1999 - Les Feux de l'amour : Chad
- 2000–2003 - La Guerre des Stevens : Donald "Donnie" Stevens
- 2001–2002 - V.I.P. : Tony Scarnavaco Jr. ("Franco in Love", "Kayus Ex Machina")
- 2003 - La Guerre des Stevens le film : Donald "Donnie" Stevens
- 2004 - Angel : Spinelli ("Pourquoi nous combattons-nous")
- 2004 - Monk : Officier Salvatore ("M. Monk prend ses médicaments")
- 2004 - La Vie avant tout : Dr. Schwartz ("Mesures prophylactiques", "Corps étrangers")
- 2005 - Alias : Frère Angelo ("Dans les rêves ...")
- 2005 - Hollywood Vice : Jake Webster {Coups de pieds et cris (Ref 1)
- 2005 - Pizza My Heart : Carlo Delrio
- 2005 - Over There : Trucker ("Je veux mes toilettes")
- 2006 - Cold Case : Affaires classées... Felix Spyczyk - 1928-1929 ("Beau petit fou")
- 2006 - Makaha Surf : Ray Wachowski ("Dormir avec l'ennemi", "Wing Chicks", "Party Wave")
- 2007 - NCIS: Naval Criminal Investigative Service : Marine Sgt. Rudi Haas ("Requiem")
- 2008 - FBI : Portés disparus : Eli Simmons ("Fermeture")
- 2011 - A Great Catch : SWAT Guy #1